# KOH (作曲家)
KOH（コウ、1983年9月7日 - ）は、日本の音楽プロデューサー、ソングライター、編曲家。
沖縄県出身。THE IDOLM@STERのキャラクターソングや女性アイドルグループへの楽曲提供を数多く手掛けている。J-POP、エレクトロ、R&B、ヒップホップを得意とし、歌詞へのこだわりも強い。同名・似た名前のシンガーやミュージシャンが複数いるため混同に注意が必要。

## 来歴
幼少の頃より、ピアノ教師である母よりピアノを教わる。また、姉が習い始めた合唱団についていったのがきっかけとなり、声楽も始める。沖縄にて、シンガーソングライターとして精力的に活動を行っていたが、2006年夏に休止。その後上京し、松原憲が代表取締役社長を務め、自らも作家として所属する音楽制作会社SUPA LOVEに所属。

## 主な提供作品
アイドルマスター ミリオンライブ!
- THE IDOLM@STER LIVE THE@TER PERFORMANCE
  - 「Be My Boy」（百瀬莉緒（声 - 山口立花子））（作曲・編曲）
  - 「dear...」（馬場このみ（声 - 髙橋ミナミ））（作詞・作曲・編曲）

- THE IDOLM@STER LIVE THE@TER HARMONY
  - 「地球ミラーボウル」（水瀬伊織（声 - 釘宮理恵））（作詞・作曲・編曲）
  - 「smiley days」（我那覇響（声 - 沼倉愛美））（作詞・作曲・編曲）
  - 「bitter sweet」（豊川風花（声 - 末柄里恵））（作詞・作曲・編曲）
  - 「水中キャンディ」（馬場このみ（声 - 髙橋ミナミ））（作詞・作曲・編曲）
  - 「vivid color」（高山紗代子（声 - 駒形友梨））（作詞・作曲・編曲）
  - 「恋の音色ライン」（二階堂千鶴（声 - 野村香菜子））（作詞・作曲・編曲）
  - 「addicted」（四条貴音（声 - 原由実））（作詞・作曲・編曲）

- THE IDOLM@STER LIVE THE@TER DREAMERS
  - 「G♡F」（秋月律子（声 - 若林直美）・篠宮可憐（声 - 近藤唯））（作詞・作曲・編曲）
  - 「秘密のメモリーズ」（四条貴音（声 - 原由実）・豊川風花（声 - 末柄里恵））（作詞・作曲・編曲）

- THE IDOLM@STER MILLION RADIO!
  - 「Dreaming！-MR remix-」（編曲）

- THE IDOLM@STER LIVE THE@TER FORWARD
  - 「プリムラ」（ウィルゴ [永吉昴（声 - 斉藤佑圭）、七尾百合子（声 - 伊藤美来）、最上静香（声 - 田所あずさ）]）（作詞・作曲・編曲）

- THE IDOLM@STER MILLION LIVE! M@STER SPARKLE
  - 「To...」（馬場このみ（声 - 髙橋ミナミ））（作詞・作曲・編曲）

- THE IDOLM@STER MILLION THE@TER GENERATION
  - 「虹色letters」（Cleasky [島原エレナ（声 - 角元明日香）・宮尾美也（声 - 桐谷蝶々）（作詞）
  - 「想い出はクリアスカイ」（Cleasky）（作詞）
  - 「だってあなたはプリンセス」（Charlotte・Charlotte [徳川まつり（声 - 諏訪彩花）・エミリー スチュアート（声 - 郁原ゆう）]）（編曲）
  - 「ミラージュ・ミラー」（Charlotte・Charlotte）（作詞・作曲・編曲）

- THE IDOLM@STER MILLION THE@TER WAVE
  - 「Do the IDOL!!～断崖絶壁チュパカブラ～」（天空橋朋花（声 - 小岩井ことり）・永吉昴（声 - 斉藤佑圭）・七尾百合子（声 - 伊藤美来）・エミリー スチュアート（声 - 郁原ゆう）・伊吹翼（声 - Machico）（編曲）

- THE IDOLM@STER MILLION THE@TER SEASON
  - 「Harmony 4 You」（765 MILLION ALLSTARS）（作曲・編曲）

- THE IDOLM@STER MILLION LIVE! M@STER SPARKLE2
  - 「HAPPY♪STEPPING!!DREAMING☆」（天海春香（声 - 中村繪里子））（作詞）
  - 「裏表深層心理」（豊川風花（声 - 末柄里恵））（作詞）
  - 「it's me」（馬場このみ（声 - 髙橋ミナミ））（作詞・作曲・編曲）

- THE IDOLM@STER MILLION ANIMATION THE@TER
  - 「catch my feeling」（MILLIONSTARS Team4th [馬場このみ（声 - 髙橋ミナミ）・周防桃子（声 - 渡部恵子）・二階堂千鶴（声 - 野村香菜子）・松田亜利沙（声 - 村川梨衣）・横山奈緒（声 - 渡部優衣）・ロコ（声 - 中村温姫）]）（作詞・作曲・編曲）

- THE IDOLM@STER MILLION MOVEMENT OF STARDOM ROAD
  - 「Upper Dog」（箱崎星梨花（声 - 麻倉もも）・天空橋朋花（声 - 小岩井ことり）・野々原 茜（声 - 小笠原早紀）・馬場このみ（声 - 髙橋ミナミ））（編曲）

ClariS
- 「rainy day」（アルバム『SECOND STORY』収録）（作詞・作曲・編曲）
- 「ダイアリー」（アルバム『SECOND STORY』収録）（作詞・作曲・編曲）
- 「ドリームワールド」（シングル『STEP』収録）（作詞・作曲・編曲）
- 「Time」（アルバム『PARTY TIME』収録）（作詞・作曲・編曲）
- 「Reflect」（シングル『border』収録）（作詞・作曲・編曲）
- 「アネモネ」（作詞・作曲）（アルバム『10th Anniversary BEST -Pink Moon-』収録）
- 「pastel」（シングル『アネモネ』C/W曲）（作詞・作曲・編曲）
- 「セピア」（シングル『Prism』収録）（作詞・作曲・編曲）
- 「さよならメモリーズ」（ミニアルバム『SPRING TRACKS -春のうた-』収録）（編曲）
- 「Cloudy」（シングル『Gravity』C/W曲）（作詞・作曲・編曲）
- 「recall」（アルバム『Fairy Castle』『10th Anniversary BEST -Pink Moon-』収録）（作曲・編曲）
- 「distance」（アルバム『 Fairy Party』収録）（作詞・作曲・編曲）
- 「Fight!!」（シングル『Fight!!』収録）（作詞・作曲）

篠崎愛
- 「Moment」（シングル「Floatin' Like The Moon」収録）（作詞・作曲）
- 「合鍵」（アルバム「YOU&LOVE」収録）（作詞・作曲・編曲）

i☆Ris
- 「Goin'on」（作詞・作曲・編曲）

小野大輔
- 「teardrops」（DVD『Unlimited Door』収録）（作詞・作曲・編曲）
- 「teardrops」（ミニアルバム『Doors』収録）（作詞・作曲・編曲）

原由実
- 「moonlight story」（シングル『If you...』収録）（作詞・作曲・編曲）

Trignal
- 「Blazing」(ミニアルバム『Plus』収録）（作詞・作曲・編曲）

渡部優衣
- 「Say La La La」（アルバム『FUN FAN VOX』収録）（作詞・作曲）
- 「Days」（シングル『夢のキセキ』収録）（作詞・作曲）
- 「スペアミント」（作詞・作曲・編曲・プロデュース）
- 「Love Holic」（シングル『スペアミント』収録）（作詞・作曲・編曲・プロデュース）
- 「Remember...」（シングル『スペアミント』収録）（作詞・作曲・編曲・プロデュース）
- 「sensing」（アルバム『vivid station』収録）（作詞・作曲・編曲）
- 「joystick」（アルバム『vivid station』収録）（作詞・作曲・編曲）

I DOLL Uキャラクターソロソングシリーズ
- 「独り言のLOVESONG」（魁イツキ（声 - 森久保祥太郎））（作曲・編曲）

でんぱ組.inc
- 「ナゾカラ」（作曲・編曲）

StylipS
- 「Making Of "Especially" ～トクベツのできるまで～」（アルバム「THE SUPERNOVA STRIKES」収録）（作曲・編曲）
- 「destiny」（シングル「ギブミー・シークレット」C/W曲）（作詞・作曲・編曲）

私立恵比寿中学
- 「友情ラブレター」（Postgirls（杏野なつ・鈴木裕乃によるユニット））（作詞・作曲・編曲）

アイドリング!!!
- 「雨とワルツ」（作詞・作曲・編曲）

福原香織とRAB
- 「ウルトラオレンジ」（作詞・作曲・編曲）

サーターアンダギー
- 「Dreamer」（『サーターアンダギー2_ゆいまーる』収録。松岡卓弥ソロ曲）（作詞・作曲・編曲）

東方神起
- 「繋がれた舟」（作曲）
- 「Road」（アルバム『TOMORROW』収録）（井上慎二郎と共作詞・作曲）

Berryz工房
- 「コイセヨ!」（『Berryz工房_スッペシャル_ベスト Vol.2』収録）（編曲）

℃-ute
- 「The Power」（シングル『The Power/悲しきヘブン(Single Version)』収録）（編曲）

T-ARA
- 「Target」（編曲）

MAP6
- 「SUMMER BREEZE」（シングル『I like it!』収録）（共作詞・作曲・編曲）

 NVRLND
- 「Another Sky」（シングル『Starting Line』収録）（作曲・編曲）

Mye（マイ）
- 「ゲレンデがとけるほど恋したい（カバー）」（編曲）
- 「First Bite」（コーラス）
- 「誓いのうた duet with KOH」（デュエット）
- 「POP STAR（カバー）」（編曲）

KG
- 「愛のうた（カバー）」（編曲）

小片リサ
- 「あかとき」（作曲・編曲）

GACKT
- 2013年学園祭 「神威♂楽園 de セメナ祭」（コンサート音源制作）

PlayStation Vita 超次元大戦 ネプテューヌVSセガ・ハード・ガールズ 夢の合体スペシャル
- History（歌 - marina）ゲーム内EDテーマ（作曲・編曲）

Wii U 幻影異聞録♯FE
- ドリーム☆キャッチャー（歌 - 織部つばさ×弓弦エレオノーラ（声 - 水瀬いのり、佐倉綾音）（スペシャルボーカルセレクションCD収録）（作詞・作曲・編曲）

テレビアニメ『ばくおん!!』
- 「夕焼けロードウエイ」（EDテーマ、シングル『ぶぉん!ぶぉん!らいど・おん!』収録）（作曲・編曲）

Girls Mode 4 スター☆スタイリスト
- 「BLUE MOON」（青紫月子（声 - R!N）））（作詞・作曲・編曲）

テレビアニメ『HUGっと!プリキュア』
- 「HUGっと!YELL FOR YOU」（後期エンディング主題歌）（作曲・編曲）

テレビアニメ『ライフル・イズ・ビューティフル』
- 「GO!GO!ライフリング4!!!!」（挿入歌）歌：ライフリング4（小倉ひかり（声 - Machico）、渋沢泉水（声 - 熊田茜音）、姪浜エリカ（声 - 南早紀）、五十嵐雪緒（声 - 八巻アンナ）（宮崎まゆと共作詞・作曲・編曲）
- 「Let’s go!ライフリング4!!!!」（OP主題歌）（作詞・作曲・編曲）
- 「夕焼けフレンズ（ED主題歌）（作曲・編曲）
- 「BiRiRi×SENSATION」（アニメ挿入歌）（作曲・編曲）

テレビアニメ『ヒーリングっど♥プリキュア』
- 「ミラクルっと♥Link Ring!」（ED主題歌）（編曲）
  - （『映画プリキュアミラクルリープ みんなとの不思議な1日』オリジナル・サウンドトラック収録）